# TC Sad Novi Bazaar
TC Sad Novi Bazaar (zkr. TC z tržišni centar, tj. česky obchodní dům) je název pro obchodní dům v centru metropole Vojvodiny, Novém Sadu. Brutalistní budova se nachází na adrese Bulevar Mihajla Pupina 1 v samotném centru města, v blízkosti budovy Národního divadla. 

## Historie
První moderní obchodní dům vznikl v Novém Sadu v polovině 70. let 20. století podle návrhu slovinského architekta Milana Miheliče. Dvou/třípatrová budova vznikla na ploše orientované k obchodní třídě, nápadná je především díky střídání dekorativním kamenem obložených stěn s rozsáhlými výlohami. V době dokončení projektu v roce 1972 se jednalo o pozitivně hodnocené dílo slovinského autora na území tehdejší SFRJ.. Provozovatelem obchodního domu byla společnost Stoteks. Otevřen byl roku 1984. 
Dům má hlavní vchod orientovaný směrem ke křižovatce s ulicí Kralja Aleksandra, kde se také nachází vjezd do podzemních garáží. V přízemí se také nachází obchodní pasáž. 
Roku 1989 byl v blízkosti obchodního domu vybudován podchod. Po roce 1991 byl později dům privatizován, často měnil název a v současné době je jeho vlastníkem společnost Novi Bazaar. 